# Teorema del círculo de Milne-Thomson
En fluidodinámica el teorema del círculo de Milne-Thomson o el teorema del círculo es una declaración que da una nueva  función de corriente para un flujo de fluido cuando se coloca un cilindro en ese flujo. Fue propuesto por el matemático inglés LM. Milne-Thomson.
Que {\displaystyle f(z)} sea flujo potencial para un flujo de fluido, donde todas las  singularidades de {\displaystyle f(z)} se encuentran en {\displaystyle |z|>a}. Si se coloca un círculo {\displaystyle |z|=a} en ese flujo, el potencial complejo para el nuevo flujo viene dado por:
{\displaystyle w=f(z)+{\overline {f\left({\frac {a^{2}}{\bar {z}}}\right)}}=f(z)+{\overline {f}}\left({\frac {a^{2}}{z}}\right).}
con las mismas singularidades que {\displaystyle f(z)} en {\displaystyle |z|>a} y {\displaystyle |z|=a} es una línea de flujo. En el círculo {\displaystyle |z|=a}, {\displaystyle z{\bar {z}}=a^{2}}, por lo tanto
{\displaystyle w=f(z)+{\overline {f(z)}}.}

## Ejemplo
Si se considera un flujo irrotacional uniforme {\displaystyle f(z)=Uz} con velocidad {\displaystyle U} fluyendo en la dirección positiva {\displaystyle x} y se coloca un cilindro de radio infinitamente largo {\displaystyle a} en el flujo con el centro del cilindro en el origen, entonces:
{\displaystyle f\left({\frac {a^{2}}{\bar {z}}}\right)={\frac {Ua^{2}}{\bar {z}}},\ \Rightarrow \ {\overline {f\left({\frac {a^{2}}{\bar {z}}}\right)}}={\frac {Ua^{2}}{z}}}
y por lo tanto, usando el teorema del círculo,
{\displaystyle w(z)=U\left(z+{\frac {a^{2}}{z}}\right)}
representa el potencial complejo de un flujo uniforme sobre un cilindro.